# Johan Runge
Michael Johan Runge (ur. 12 czerwca 1924 w Kongens Lyngby, zm. 4 sierpnia 2005 w Ballerup) – duński sztangista, mistrz Europy, wicemistrz świata, olimpijczyk.
Zawodnik, startując w wadze piórkowej, dwukrotnie, w 1949 i w 1951, zdobył srebrny medal na mistrzostwach świata. W mistrzostwach Europy trzykrotnie zdobył złoto w wadze piórkowej; w 1948, 1949 i 1951 i raz srebro w wadze lekkiej w 1952. Dwukrotnie reprezentował Danię na igrzyskach olimpijskich; w 1948 i 1952, w obu przypadkach zajmując 7. miejsce w wadze piórkowej.